# Nedim Günar
Nedim Günar (Balıkesir, 1932. január 2. – Isztambul, 2011. szeptember 7.) török labdarúgóhátvéd.
A török válogatott színeiben részt vett az 1954-es labdarúgó-világbajnokságon.